# Ignacio Arias
Ignacio Arias – hiszpański malarz barokowy. Zachowały się jedynie dwa jego dzieła – martwe natury, z których jedną opatrzono datą 1652.